# Johannes Busaeus
Johannes Busaeus, auch Jean Buys, (* 14. April 1547 in Nijmegen, Spanische Niederlande; † 30. Mai 1611 in Mainz) war ein niederländischer Jesuit und theologischer Schriftsteller.

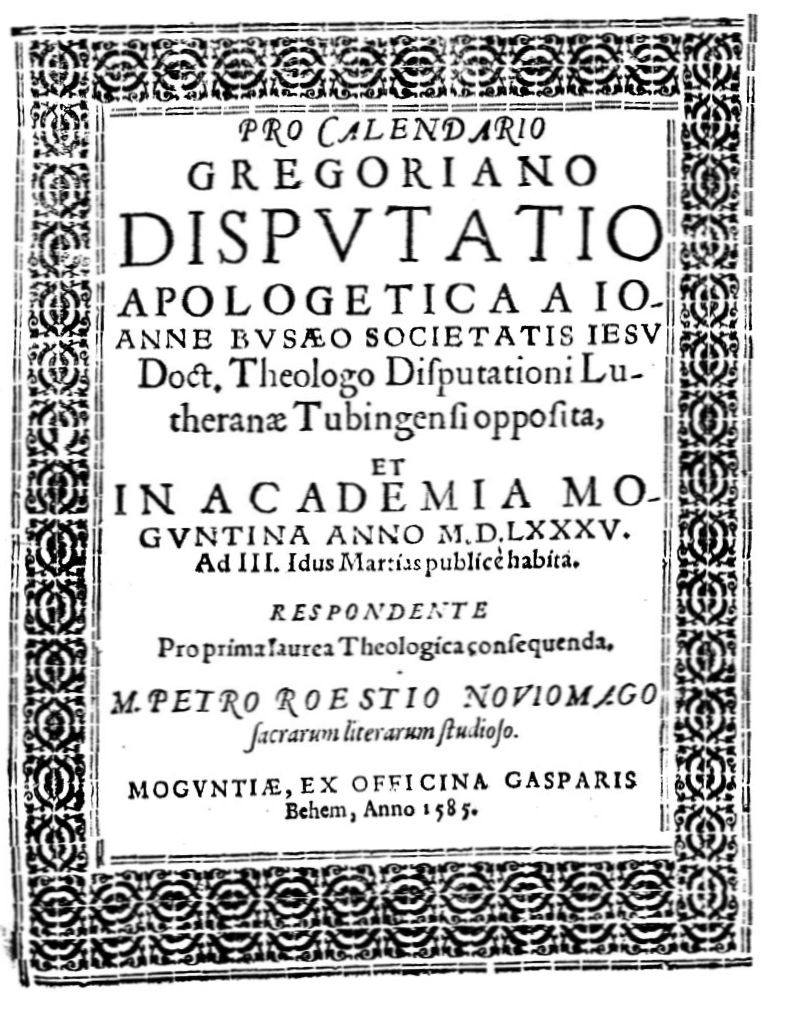
Pro calendario Gregoriano disputatio apologetica, 1585

## Leben
Busaeus trat am 1. Juli 1563 der Gesellschaft Jesu bei und studierte Philosophie am Jesuitennoviziat in Köln. Er studierte am  „Kurfürstlichen Kolleg“ der Gesellschaft Jesu in Mainz weiter, wo er als einer der ersten Jesuiten 1564 einen Diplomabschluss in Philosophie erwarb. Busaeus machte seine Vorstudien für das Priesteramt am Collegio Romano, einer Jesuitenschule, aus der nach dem Ende des Kirchenstaates 1870 die Päpstliche Universität Gregoriana hervorging. Dort freundete er sich mit Johann Schweikhard von Cronberg, dem späteren  Erzbischof und Kurfürst von Mainz an, und dort wurde er zum Priester geweiht. 
Seine Brüder waren der Jesuit Peter (1540–1587) und Thomas Buys (1548–1585).

## Schriften
- Pro calendario Gregoriano disputatio apologetica. Caspar Behem, Mainz 1585 (Latein, beic.it).
- Apologeticus disputationis theologicae de persona Christi..., Mainz, 1588.
- Enchiridion piarum meditationum in omnes dominicas..., Mainz, 1606.
- Panarion, hoc est, Arca medica variis... antidotis adversus animi morbos instructa, Mainz, 1608.
- Viridiarium christianarum virtutum, Mainz, 1610.
- De statibus hominum, Mainz, 1613.